# NGC 2441
NGC 2441 هي مجرة حلزونية تقع في شمال كوكبة الزرافة (كوكبة). وقد حدث مستعر أعظم عام 1995 وتشير الملاحظات إلى أنه قد يظهر صدى خفيف حيث ينعكس الضوء من المستعر الأعظم من المادة على طول خط البصر، مما يجعله يبدو «صدى».

## وصلات خارجية
- NGC 2441 على موقع ويكي سكاي: DSS2, SDSS, GALEX, IRAS, Hydrogen α, X-Ray, Astrophoto, Sky Map, Articles and images